# Bisceglie Calcio a 5 2005-2006
Nel 2005-06 il Bisceglie disputa il campionato di Serie A2 di calcio a 5.

## Rosa
| N° | Naz.                                   | Ruolo      | Sportivo                     | Anno     |  |  |
| -- | -------------------------------------- | ---------- | ---------------------------- | -------- |  |  |
|    | Italia (bandiera)                      | Portiere   | Antonio Dibenedetto          | 14.10.75 |  |  |
|    | Italia (bandiera)                      | Portiere   | Paolo Losapio                | 16.01.85 |  |  |
|    | Italia (bandiera)                      | Portiere   | Daniele D'Addato             | 1986     |  |  |
|    | Italia (bandiera)                      | Portiere   | Alessandro Spina             | 21.06.84 |  |  |
|    | Brasile (bandiera) · Italia (bandiera) | Difensore  | Rodrigo Campagnaro           | 02.01.83 |  |  |
|    | Italia (bandiera)                      | Difensore  | Francesco Ricco              | 15.10.75 |  |  |
|    | Italia (bandiera)                      | Laterale   | Francesco De Cillis          | 1985     |  |  |
|    | Italia (bandiera)                      | Laterale   | Andrea Di Trapani            | 31.08.81 |  |  |
|    | Brasile (bandiera)                     | Laterale   | Thiago Lunardi               | 03.01.82 |  |  |
|    | Italia (bandiera)                      | Pivot      | Giovanni Bruni               | 29.06.84 |  |  |
|    | Italia (bandiera)                      | Pivot      | Nicola Colangelo             | 25.06.81 |  |  |
|    | Brasile (bandiera)                     | Pivot      | Jader Fornari                | 31.01.83 |  |  |
|    | Brasile (bandiera)                     | Pivot      | Diego Rodrigo Souza Da Silva | 24.12.83 |  |  |
|    | Brasile (bandiera)                     | Universale | Carlos Eduardo Jamelli       | 28.03.79 |  |  |
|    | Brasile (bandiera)                     | Universale | Marcel Rotta Simon           | 25.10.80 |  |  |
|    | Italia (bandiera)                      | Allenatore | Leopoldo Capurso             |          |  |  |